# Cataphilie
La cataphilie est l'activité qui consiste en la visite clandestine des anciennes carrières souterraines de Paris. Il s'agit d'un abus de langage relatif aux catacombes de Paris qui se situent dans les carrières souterraines, parfois abrégées en « catas » ou même « Ktas ». Le pratiquant est un cataphile.

## Étymologie et sens
Un livre, La Cité des cataphiles — Mission anthropologique dans les souterrains de Paris, popularisa le terme de « cataphile » à partir de 1983, mais l'expression existait sans doute avant parmi les initiés. Le mot, un néologisme, est construit à partir de cata-, abréviation de  catacombes, avec le verbe φιλέω / philéō, « aimer ». Le cataphile est également souvent un amateur de toutes les carrières et espaces souterrains, naturels ou non. Le terme de cataphilie désigne quant à lui, parfois la communauté des cataphiles, plus souvent l'ensemble des activités et légendes urbaines associées à l'univers cataphile. Il convient de distinguer le cataphile, qui aime et donc respecte ces lieux, du cataclaste, qui les dégrade.
Il n'existe pas en réalité de mouvement unitaire qui rassemblerait l'ensemble des cataphiles. Toutefois, il a existé plusieurs groupes et associations de cataphiles. Depuis les années 1980, de nombreuses incursions et fêtes clandestines ont lieu dans les carrières souterraines de Paris, sous l'égide de quelques habitués détenant souvent un plan des galeries souterraines et connaissant des points d'entrée et de sortie. L'essentiel de la fréquentation a néanmoins pour objet la promenade, par des groupes indépendants d'explorateurs qui se retrouvent le plus souvent au hasard dans les galeries.

## Histoire

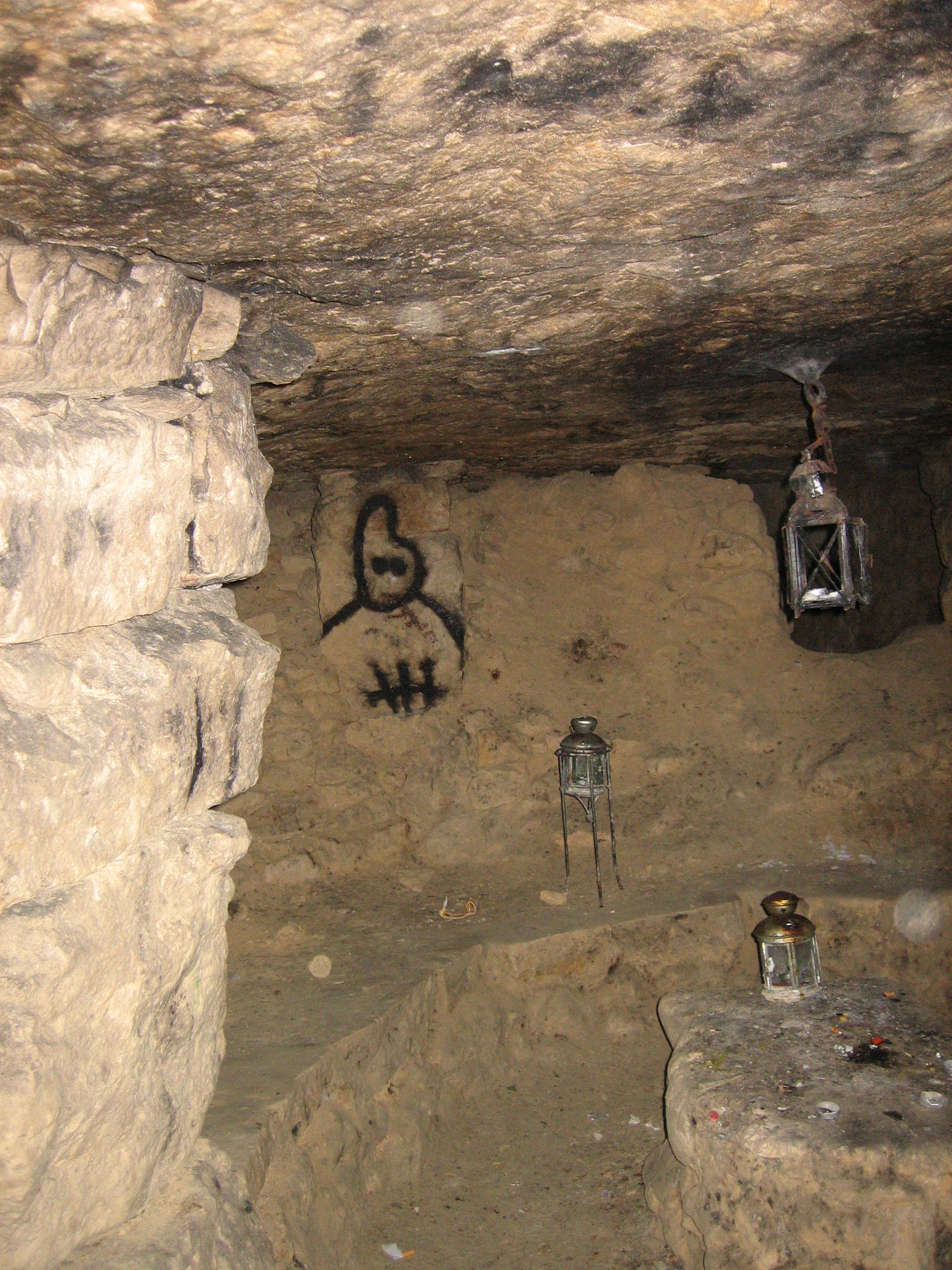
Salle aménagée par des cataphiles.

Depuis les années 1960, il existe un engouement pour la visite des catacombes non officielles. Cette activité consiste à emprunter d'autres chemins que ceux balisés de l'ossuaire municipal, en exploitant les puits d'accès de la voie publique, voire les accès souterrains à partir de caves, galeries techniques, réseaux de transports en sous-sol, etc. Ces accès et déambulations sont illégaux.
Une culture propre au milieu cataphile s'est développée, avec sa communauté plurielle, ses règles et ses conflits. Quelques exemples :
- les cataphiles puristes, amoureux des carrières, de leur atmosphère et de leur histoire, s'efforcent de protéger le lieu en évitant de le dégrader par des tags ou des destructions de murs. Certains d'entre eux font preuve de connaissances en matière de taille de la pierre et de maçonnerie.
- d'autres personnes cherchent à laisser leur marque par différents moyens (graffitis, rassemblements, vandalisme)[3].

Il existe aussi des conflits concernant le fait de parler de ces lieux ou non. Certains prônent un grand secret de ces lieux, alors que d'autres prônent le partage de la connaissance et des documents iconographiques ou topographiques (sous différentes formes : livres, sites Internet, expositions) afin de sensibiliser la population à ce riche patrimoine. On peut noter que, de nos jours, la majorité des cataphiles fait le choix de dissimuler cet espace, notamment en ne diffusant pas les plans et en évitant de faire découvrir les lieux à des personnes inexpérimentées, surnommées « touristes » ou « ristou » dans le milieu cataphile.

## Dangers
Les catacombes de Paris, également connues sous le nom de carrières souterraines, sont un véritable labyrinthe de tunnels, de galeries et de chambres qui s'étendent sur des kilomètres sous les rues de la ville. Bien que fascinants, ces endroits sont également extrêmement dangereux, et ceux qui décident de les explorer se mettent en danger.
Tout d'abord, les catacombes sont connues pour leur instabilité. Les tunnels sont souvent étroits, sombres et poussiéreux, avec des murs et des plafonds qui peuvent s'effondrer à tout moment. De plus, de nombreux tunnels ont été creusés il y a plusieurs siècles, et leur état de délabrement les rend encore plus dangereux. Les risques d'effondrement et d'ensevelissement sont réels dans certaines zones.
Ensuite, les catacombes sont des environnements inhospitaliers. Il n'y a pas de source de lumière naturelle, ce qui peut causer une désorientation totale. Les tunnels sont également très humides, ce qui rend le risque de glissade et de chute très élevé. Il y a également des risques de noyade dans les tunnels, car de nombreuses zones peuvent être inondées.
Les catacombes abritent également des dangers biologiques. Les tunnels sont souvent envahis par des moisissures, des champignons et des bactéries qui peuvent provoquer des maladies respiratoires et autres affections. Les visiteurs risquent également d'entrer en contact avec des animaux dangereux, tels que des rats et des chauves-souris, qui peuvent être porteurs de maladies comme la leptospirose.
Enfin, les catacombes sont illégales et la police patrouille régulièrement dans les tunnels pour empêcher les gens de s'y aventurer. Toute personne qui est arrêtée dans les catacombes risque une amende et une arrestation, et la police n'hésitera pas à poursuivre les personnes qui tentent d'entrer dans les tunnels,.
En conclusion, les catacombes de Paris sont un endroit fascinant, mais extrêmement dangereux. Les visiteurs potentiels doivent prendre en compte tous ces risques avant de décider d'entrer ou non dans les tunnels. Les personnes qui décident de les explorer doivent être très prudentes et doivent se préparer à affronter des conditions extrêmement difficiles. Les catacombes peuvent être mortelles, donc hormis les professionnels expérimentés, il est fortement recommandé de les éviter complètement.

## Interdiction de la circulation
Divers organismes et personnes sont autorisées à se rendre dans les catacombes officiellement. Parmi elles, la brigade sportive de la police nationale appelée « cataflics » par les cataphiles, mise en place en 1980, patrouille dans les carrières souterraines de la ville de Paris. L'Inspection générale des carrières et la RATP sont également autorisées à se rendre dans les catacombes afin de contrôler les consolidations et mesurer les risques d'effondrements.
L'arrêté préfectoral du 2 novembre 1955 interdit à toute personne non munie d'une autorisation la circulation dans les carrières souterraines de Paris. Dans le cas où cet arrêté n'est pas respecté, une amende de 150 €, peut être délivrée. De plus, accéder aux catacombes via une voie ferrée appartenant à la SNCF est punissable d'une peine maximum étant de 3 750 € d'amende et 6 mois d'emprisonnement.

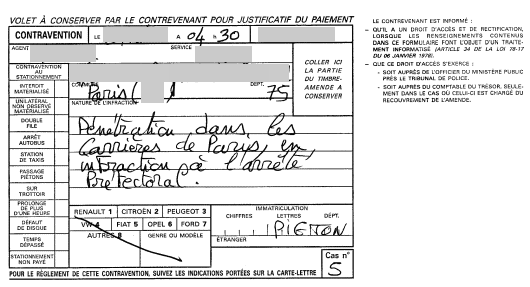
Contravention pour circulation dans les catacombes de Paris

## Activités cataphiles

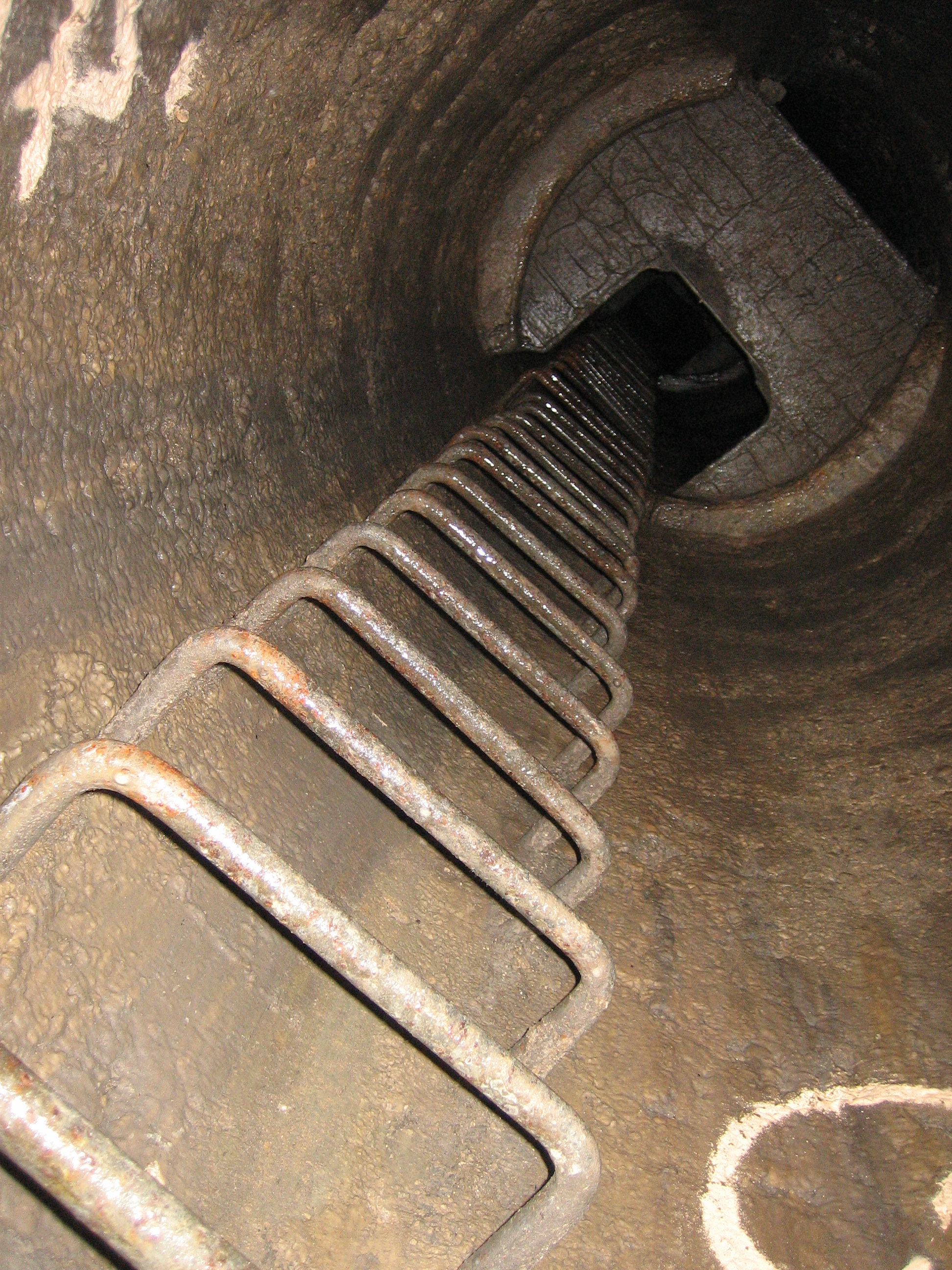
Puits à échelons utilisé par l'Inspection générale des carrières et les cataphiles pour accéder aux carrières.

Est qualifié de cataphile tout individu qui pénètre dans les anciennes carrières souterraines de Paris et en parcourt les galeries et ayant des connaissances. Les personnes qui descendent pour la première fois dans ces carrières sont qualifiées avec humour de « touristes » par les cataphiles habitués. Afin de s'amuser de la visite de ces nouveaux arrivants, les entrées les plus récentes sont tenues secrètes par les cataphiles. Les motivations cataphiles à se rendre sous terre sont très diverses et ont donné lieu à une étude anthropologique complète dès 1983.
Les cataphiles se distinguent essentiellement des spéléologues fédérés par leur attrait pour l'exploration des lieux souterrains sans autorisation et construits par la main de l'homme présentant un attrait historique.
Certaines techniques de la spéléologie alpine peuvent parfois être mises à profit pour l'exploration de parties difficiles d'accès (puits sans échelons, effondrements, galeries ennoyées…). Contrairement à ce que l'on peut croire, beaucoup de spéléologues pratiquent aussi la cataphilie en Île-de-France (et ailleurs), mais ne vont pas forcément en parler comme une activité principale. La spéléologie s'intéresse à l'exploration des souterrains, qu'ils soient naturels ou artificiels (spéléologie anthropique, spéléologie minière), mais la notion d'interdit est plus présente dans le milieu anthropique. Comme les spéléologues fédérés ont une activité cadrée par des règles, transgresser l'interdit ne sera pas toujours bien perçu. Il faut savoir qu'il existe aussi des cavités naturelles interdites aux spéléologues, à cause de propriétaires récalcitrants, ou d'administration légiférant un accès, et qu'il existe également des associations de spéléologues qui refusent de se fédérer, donc n'acceptent pas un certain nombre de ces règles.
L'état d'esprit du spéléologue tend majoritairement à la promotion et l'enseignement des connaissances du milieu souterrain, ce qui ne semble pas très compatible avec le culte du secret prôné par les cataphiles. Mais lorsque les spéléos découvrent une nouvelle grotte ou une cavité peu connue, le culte du secret reprend le dessus comme première approche pour la protection du lieu. Parfois certaines topographies de grottes ne sont jamais publiées, dans la logique de protectionnisme, et les entrées camouflées par des rochers, comme pourrait le faire un cataphile venant de percer une chatière. Si une porte est placée par des spéléos s'appropriant un lieu (sans raison de propriété administrative), elle sera contournée ou détruite par les autres, comme on peut l'observer dans le milieu cataphile.
En soi, le clivage entre le cataphile et le spéléo peut être perçu encore différemment : le cataphile sévit principalement en ville, il est urbain, et le spéléo sévit majoritairement en campagne, est attiré par la tranquillité des milieux naturels et sauvages.
La cataphilie se diffère aussi de la subterranologie (stricto sensu : la science des souterrains), qui est l'étude des cavités artificielles et des infrastructures souterraines ; la première est une démarche ludique, la seconde est scientifique.
Les carrières souterraines de Paris (à savoir les trois grands réseaux de carrières souterraines parisiennes dits réseaux « 13 » , « GRS » et « 16 ») constituent une dimension parallèle à la ville et au monde réel par extension : l'absence de lumière du jour permet d'oublier la notion de temps, et là où seuls quelques endroits permettent du fait du bruit du métro de savoir s'il fait jour ou nuit, le cataphile peut faire l’expérience d'un ermitage total, le rendant seul maître de ce qu'il voit et de ce qu'il entend. De nombreux cataphiles, habitués de cette expérience, la rééditent souvent, chaque semaine pour certains, et passent parfois plusieurs jours sous terre avec nourriture, hamac et duvets.

### Aménagements et valorisations
Parmi les activités courantes pratiquées dans ce sous-sols nous pouvons retrouver la photographie, l'aménagement du réseau, la réalisation de fresques, de sculptures, de bancs, de restauration du patrimoine (restauration des hagues, piliers, noircissage et rempaillage des plaques de rues et des plaques commémoratives) ou encore le nettoyage bénévole des lieux sans lequel les déchets laissés sur place ne feront qu'accroitre la population de rats présente. La plupart des aménagements de consolidation, de creusages et de confort effectués illégalement dans les galeries sont le fait de ces semi-habitants du sous-sol.

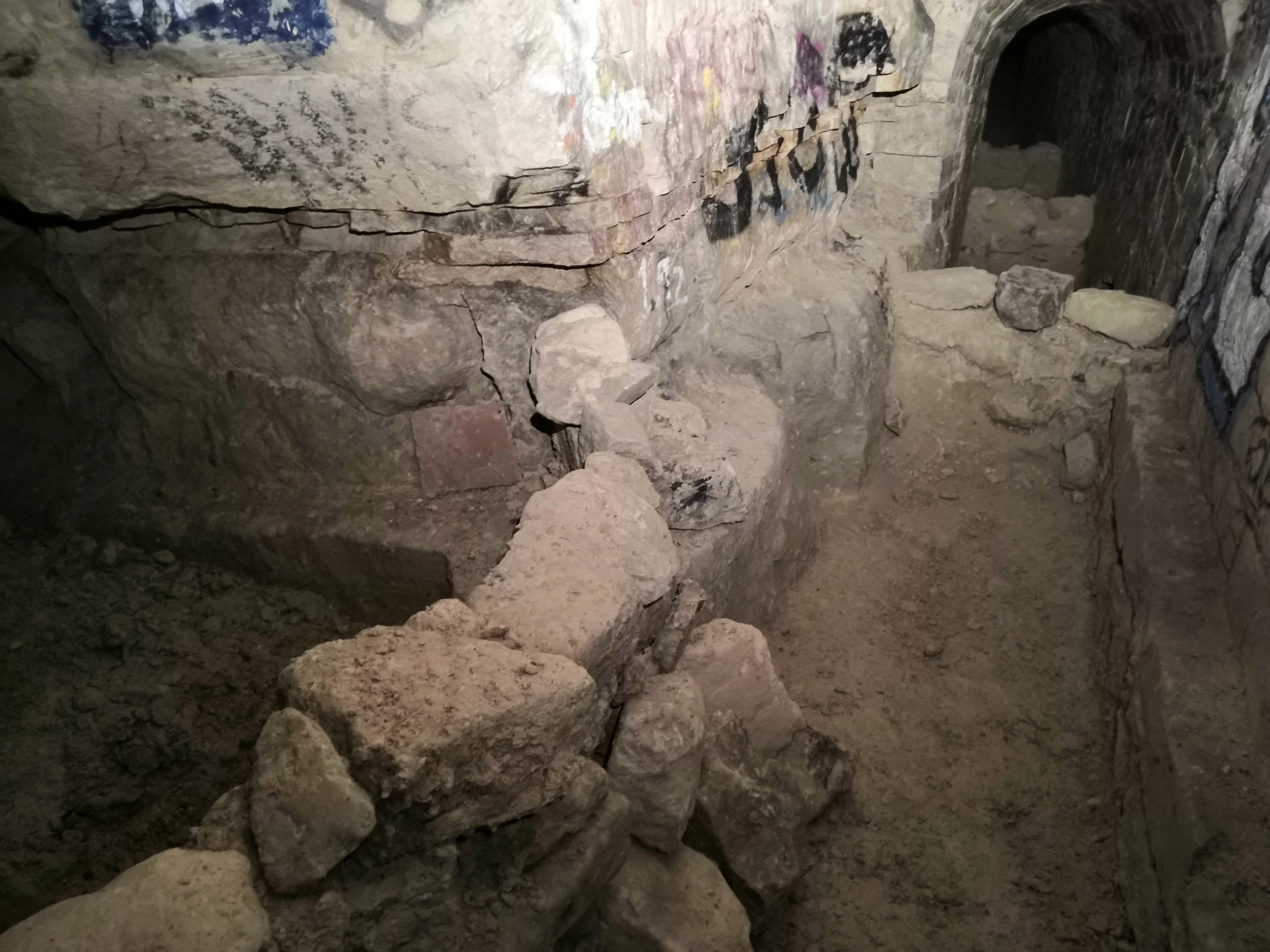
Murages cataphiles pour contenir une injection

### Cartographie
De nombreux cataphiles mettent à jour les plans des catacombes de Paris, les galeries pouvant être modifiées à la suite d'injections ou aménagements réalisés. Ces plans, distribués en cercle intime, sont simplifiés en comparaison aux planches très techniques de l'IGC et sont parfois réutilisés par la brigade sportive de la police judiciaire comme nous pouvons le voir sur un extrait de plan de la 2ème division de la Police Judiciaire en 1983.

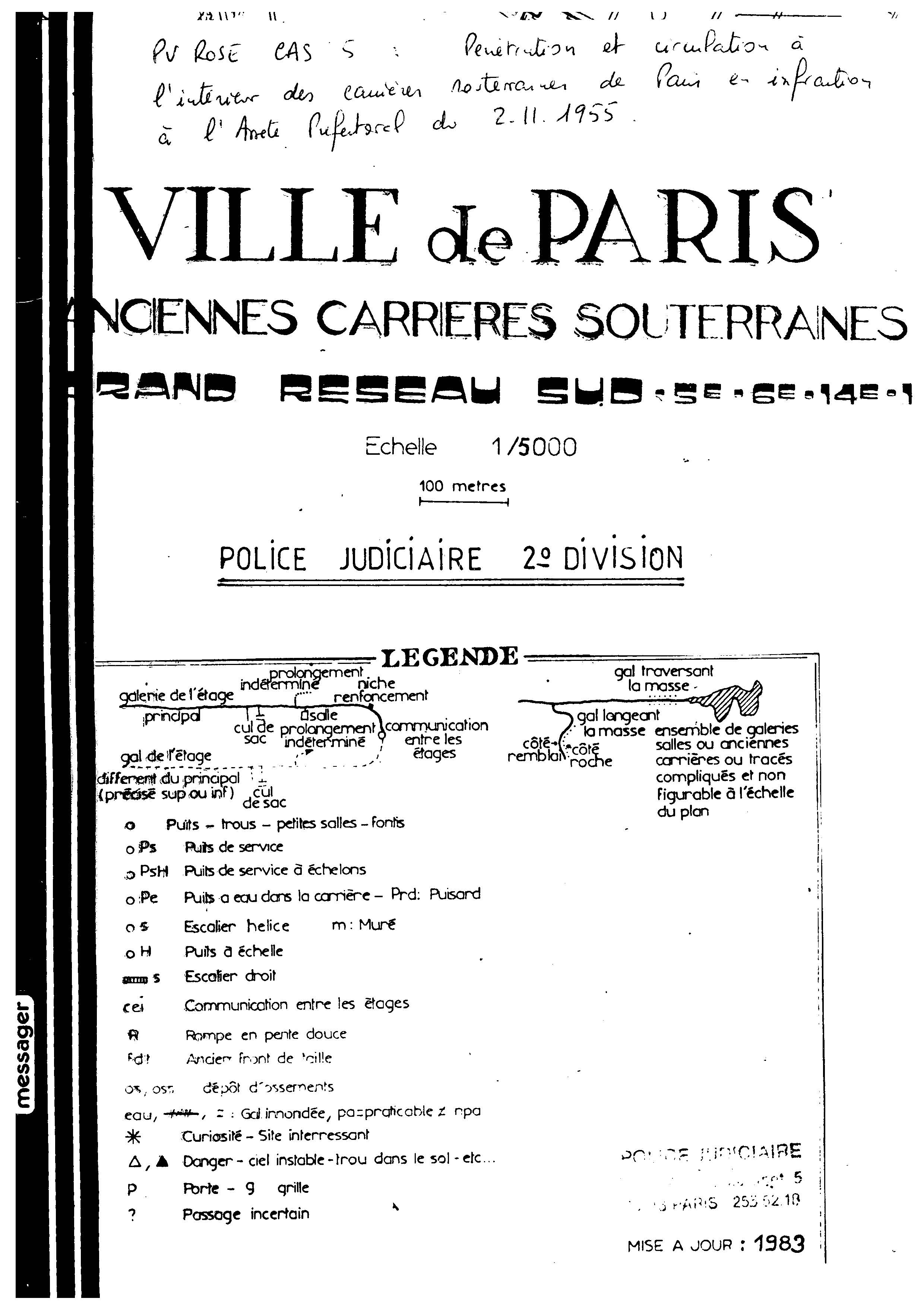
Extrait de plan des catacombes de paris de la police judiciaire en 1983

### Graffiti
Des activités plus polémiques et persistantes comme le graffiti se sont également développées dans ces lieux, aboutissant parfois à des actes de vandalisme sur des éléments du patrimoine. Certains cataphiles opposés à cette pratique nettoient les murs peints à l'aide brosses de fer, méthode parfois controversée, abîmant la pierre-même.
De nombreux chantiers d'anonymes se sont ouverts afin d'effacer les graffitis des sites les plus sensibles (galeries anciennes voire classées) comportant de nombreuses plaques et inscriptions historiques. Toutefois, des inscriptions parfois vieilles de plusieurs siècles effectuées au fusain et appelées « épures » (schémas techniques effectués par les carriers ou agents de l'Inspection générale des carrières) sont définitivement perdues sous la peinture des tags, en dépit de leur dimension historique et patrimoniale.

### Tracts
Les tracts sont des objets ou mots signés par l'auteur et laissés dans des recoins des catacombes afin d'être trouvés par d'autres cataphiles. Cela peut être des flyers annonçant une fête, des autocollants, poèmes, dessins, moulages 3D, blagues, caricatures ou encore, plus surprenant, des bijoux. Les tracts sont plastifiés afin de ne pas être détériorés par l'humidité ambiante, transformant rapidement un bout de papier en moisissure. Une fois trouvés, les tracts peuvent être échangés si un cataphile les possède en double et postés sur diverses plateformes (forums ou réseaux sociaux) afin d'alerter son propriétaire ou tout simplement pour exposer sa collection.

## L’essor de la cataphilie
L'émergence des réseaux sociaux avec la création de Facebook en 2004, YouTube en 2005 et d'Instagram en 2010 ont permis à tous de voir ce qui se produisait dans les sous-sols de la capitale parisienne, activités jusqu'alors gardées intimement. Photos, vidéos, et messages sur des forums ont alors pu être échangés avec facilité, titillant la curiosité de toute personne amenée à voir ces contenus. Le métier d'influenceur a également fortement affecté la visibilité et la population se rendant dans les catacombes qui croît d'année en année. Le lien entre réseau social et cataphilie devient alors très étroit. Les données démographiques des utilisateurs des réseaux sociaux démontrent que ce sont les plus jeunes qui utilisent ces plateformes en majorité. Ces individus sont par conséquent les premiers à être touchés par la communication d'influence surfant sur la tendance de la cataphilie, comme cela est le cas avec la vidéo "Descente aux catacombes de Paris" du vidéaste Squeezie, ayant touché plus de 7,4 millions de personnes au 8 avril 2020. Les contenus se faisant plus nombreux chaque jour à travers le monde, étrangers comme parisiens tentent l'aventure, résultant à une population cataphile active de plus en plus jeune, avec une population de femmes (jusque là minoritaires) arrivant presque à équivalence avec celle des hommes.

## Patrimoine en perdition
Les méthodes de l'Inspection générale des carrières (IGC) travaillant en collaboration avec la brigade sportive de la police nationale sont parfois controversées lorsque le patrimoine souterrain entre en jeu dans le cadre d'injections. Les entrées creusées afin d'accéder aux catacombes de Paris sont régulièrement rebouchées par l'IGC à l'aide de béton coulé, engloutissant parfois des galeries entières et épures datant de plusieurs siècles à jamais. Cette méthode permet à la brigade et à l'IGC de s'assurer qu'aucun autre trou n’apparaîtra, vu la complexité du creusage que cela représenterait pour les cataphiles, bien que les galeries auraient techniquement pû être préservées. Les injections peuvent également permettre la construction de nouveaux immeubles d'habitation dans Paris.
Afin de limiter l'engloutissement des galeries lorsque cela est possible, les cataphiles se réunissent afin de préserver le patrimoine et construire de leurs propres mains des barrages pour contenir les injections.
Parmi les lieux menacés de disparaître, nous pouvons retrouver les carrières de Port-Mahon situées sous la ferme de Montsouris qui a été rachetée par la Mairie de Paris en 2013. Le projet de restauration consiste notamment en les démolitions structurelles et constructions d'extensions du pavillon Troubadour.
Certains cabinets minéralogiques ont aujourd'hui disparu à la suite de travaux, comme le Double Cabinet minéralogique Toudouze sous la route de Fontainebleau, incomplet depuis l'édification de consolidations pour le métro parisien au XXe siècle et le cabinet Guérinet injecté de béton en 2010.

## Figures publiques
Parmi les adeptes du milieu cataphile nous pouvons retrouver le fondateur et dirigeant de Free Xavier Niel ou encore Joey Starr.
Xavier Niel, afin de faciliter ses déplacements souterrains, a racheté le local d'un immeuble situé dans le 6ème arrondissement de Paris, situé stratégiquement au-dessus des galeries souterraines. Ce local donne accès aux galeries par un escalier de pierre en colimaçon, accès cependant protégé à la surface par une plaque de béton de 50 cm d'épaisseur et chemisée en plaque d'acier de 15 millimètres. Xavier Niel est également propriétaire de l'abri anti-atomique Lefèbvre situé boulevard Lefèbvre dans le 15ème arrondissement de Paris. Cet abri situé dans l'ancien immeuble des Ponts-et-Chaussées héberge les serveurs informatiques hypersécurisés de la société Free donnait avant ce rachat également un accès direct aux souterrains.